# Carlos Alfonso Soto Cobos
Carlos Alfonso Soto Cobos (Valladolid, 28 de març de 1968), més conegut com a Carlos Soto, és un músic espanyol. Va ser un dels fundadors del grup musical Celtas Cortos.

## Biografia
Forma part de formacions de música tradicional castellana (Almenara, La Bazanca, Joaquín Díaz, Tahona...) fins que en 1984 fongui juntament amb altres músics els Celtas Cortos. Forma part d'aquest grup musical des de 1984 fins a novembre del 2003, component alguns dels èxits del grup, i tocant instruments com ara la flauta travessera, flauta en sol, flauta xinesa, flautí, whistle, gaita, uilleann pipe, xiulet midi, saxo soprano, saxo baríton i mandolina. A més, produeix alguns dels discos del grup, juntament amb Juan Ignacio Cuadrado, Eugenio Muñoz i Dalt Saiz (Suso Saiz).
Des de jove estudia la flauta travessera clàssica i el saxo amb professors de jazz com Bob Sands i Wade Mathew i en 1990 és professor de flauta travessera en el Conservatori de música de Valladolid. També estudia a l'escola municipal de cinema de Valladolid i dirigeix el curtmetratge "Temps per a un somni" en 1995, amb l'ajuda de Porfirio Enríquez com a director de fotografia.
Després d'abandonar el grup, forma juntament amb María Desbordes un nou grup musical, denominat Awen Magic Land, una formació electrònica amb sonoritats ètniques, el lema de les quals és Músiques intemporals per a volar i evadir-se. A més, compagina aquesta labor juntament amb la de producció de discos musicals.
En 2005 produeix el disc So Rebel de la Família Iskariote.
El segell discogràfic Keltia Musique s'interessa pel primer disc, encara en procés, de Awen Magic Land i a principis de setembre del 2005 saca l'àlbum a la venda a França. A Espanya es distribueix més tard per la discogràfica Resistència.
A la fi de desembre del 2005, Awen Magic Land fa els primers concerts en el festival Kann En Lloar de Landerneau i el Festival de Cornouailles de Quimper. En 2004 es produeixen els primers concerts de la formació a Espanya, destacant una gira per teatres a Castella i Lleó.
Entre 2006 i 2007, Carlos produeix l'àlbum Un signe en passant de Maxime Piolot, el disc El camí de l'aigua de J.H.Toquero i Deiz al lid del cor Ensemble Choral du Bout du Monde.
En 2009, publica amb Awen Magic Land el segon treball, titulat Open land.
En 2011, gana el premi Agapito Marazuela de la categoria Nova creació de folcrore amb un nou projecte que anomena Castijazz, la qual cosa li porta a publicar el primer àlbum sota aquesta denominació, juntament amb María Desbordes.
Actualment és també director del cor Pinares de Castilla.
El 23 d'abril de 2015, participa al costat dels Celtes Curts en el festival de Villalar dels Comuners en el tema La senda del tiempo, la qual cosa suposa el retrobament del músic amb els seus excompañeros, després d'haver abandonat el grup 11 anys enrere.
A la fi de 2015 crea juntament amb Jaime Lafuente, María Desbordes i Jesús Ronda el grup Natívitas que recupera la música tradicional nadalenca. Es tracta de un nou projecte que neix per donar continuïtat a Tradere, grup emblemàtic que va desenvolupar una intensa tasca al camp de la música folk al llarg de dues dècades i que combinava la seva feina durant la resta de l'any amb un concert de temàtica nadalenca arribar el mes de desembre. Dos dels components d'aquell grup, Jaime Lafuente i Jesús Ronda, prenen el relleu del projecte i ajunten les habilitats musicals amb les de Carlos Soto i María Desbordes. Ell, un dels fundadors de Celtas Cortos i reconegut com un dels millors instrumentistes del folk nacional i ella, jove cantant francesa dotada d'una veu excel·lent.

## Discografia
| Àlbums d'estudi - 1989 - Salida de emergencia - 1990 - Gente impresentable - 1991 - Cuéntame un cuento - 1993 - Tranquilo majete - 1996 - En estos días inciertos - 1998 - El alquimista loco - 1999 - Tienes la puerta abierta - 2003 - C'est la vie Recopilatoris - 1995 - ¡Vamos! - 1999 - The best of - 2001 - Grandes éxitos, pequeños regalos - 2002 - Gente distinta Àlbums en directe - 1997 - Nos vemos en los bares Altres - 1988 - Así es como suena: folk joven (denominat com a disc zero pels propis membres de la banda) - 2004 - Celtificado (àlbum no oficial) | - 2005 - Awen Magic Land - 2009 - Open Land | - 2011 - Castijazz |